# Mai per sempre
Pour plus de détails, voir Fiche technique et Distribution.
Mai per sempre est un film dramatique italien réalisé par Fabio Massa et sorti en 2019.

## Synopsis
Luca quitte Naples pour les Pouilles où il travaille comme mécanicien avec son ami Antonio. Il y rencontre Maria, une Ukrainienne avec un permis de séjour sur le point d'expirer.

## Fiche technique
- Titre original français : Mai per sempre[1]
- Réalisation : Fabio Massa
- Scénario : Fabio Massa, Demetrio Salvi (it), Diego Olivares
- Photographie : Rocco Marra
- Montage : Davide Franco
- Décors : Gianluigi Marrazzo
- Production : Edoardo Angeloni, Tony Campanozzi, Salvatore Centomani, Fabio Massa, Matthew Stegemiller
- Sociétés de production : Goccia Film
- Pays de production :  Italie
- Langue originale : italien
- Format : couleur
- Genres : Drame
- Durée : 90 minutes
- Date de sortie :
  - Italie : 1er octobre 2019

## Distribution
- Cristina Donadio (it) : Silvana
- Gianni Parisi (it) : Saverio
- Ioulia Maïartchouk : Maria
- Fabio Massa : Luca
- Emiliano De Martino : Antonio alias « Sei Meno Meno »
- Benedetta Valanzano : Sara
- Gianni Ferreri : Don Michele
- Massimiliano Rossi : Livio
- Massimo Bonetti : Le Maire
- Lucia Batassa :
- Tony Campanozzi :